# Malmberget östra
Malmberget östra est un village suédois de la commune de Gällivare. 
Sa population était de 471 habitants en 2019. 